# スズメノチャヒキ属
スズメノチャヒキ属は、イネ科の属の一つ。やや大柄な草で、多数の花を含む比較的単純な小穂をつける。小穂が特に大きいのも特徴の一つ。多くの雑草を含む。

## 特徴
スズメノチャヒキ属(Bromus L.)は、単子葉植物イネ科の植物群である。日本ではごく普通な雑草としてよく見られるものが多く含まれる。
一年草、越年草、多年草で、線形の葉を持つ。葉鞘はきれいな円筒形となる。
小穂は大柄で、多数の花を含む。構造的には単純なもので、一対の包穎の上に、多数の同型の両性小花が左右二列に並ぶ。外形は線形から楕円形、左右から多少とも扁平。
花序は円錐花序で、左右に少数の枝を出し、その先にも複数の小穂をつけるが、小穂の数が少なかったり、枝が短かったりして、より単純な花序になる例もある。小穂は大きくて1cm以上あるのが普通、3cmになる例もある。
包穎のうち第一包穎は第二包穎に比べて一回り小さく、入る脈も少ない。護穎は包穎に似て一回り大きい。これらはいずれも左右から折れていて、背面は丸いか稜がある。護穎は包穎に似ているがより大きく、先端はくぼんでその間から芒が出る。ただし芒がごく小さくて目立たないものもある。全体に無毛か多少の毛があっても小花の基部から綿毛が出たりはしない。

## 分布
世界の温帯から亜寒帯にかけて約100種がある、日本には10種以上がある。身近に普通に見られるものもあるが、その多くは帰化種と思われる。なお、沖縄にはそのほとんどが存在しない。

## 利害
多くはごくありふれた雑草である。道ばたに見かけるものも多い。牧草に使われる例もある。日本で普通に見られるもののほとんどは帰化種である。ちなみに、沖縄にはそのすべてが見られない。

## 近似種等
小穂が大きく目立つことでこれ以外の属と混同することはあまりない。芒の長いものはカモジグサ属、短いものはドクムギ属のネズミムギなどに多少似ているが、花序の形が異なるし、やはりそこまで小穂は大きくない。

## 分類
以下に、日本産の種をあげておく。和名に多く使われているチャヒキとは、カラスムギの別名である。このうち、キツネガヤとクシロチャヒキが在来種と思われる。
- キツネガヤ　B. Pauciflorus (Thunb.) Hack.
- クシロチャヒキ　B. yezoensis Ohwi
- コスズメノチャヒキ　B. inermis Leyss.
- アレチノチャヒキ　B. sterilis L.
- ウマノチャヒキ　B. tectorum L.
- ヒゲナガスズメノチャヒキ　B. rigidus Roth
- スズメノチャヒキ　B. japonicus Thunb.
- カラスノチャヒキ　B. secalinus L.
- ハマチャヒキ　B. molis L.
- イヌムギ　B. catharticus Vahl
- チャボチャヒキ　B. rubens L.